# Бійниця
Бійни́ця, заст. стрільни́ця — вузький отвір в бруствері або в оборонних стінках або виїмка в окопі. Служить для ведення вогню з укриття по заданому напрямку. Найчастіше зустрічаються в фортечних мурах і вежах. Розміри залежать від застосовуваної зброї.

## Основні відомості
На відміну від амбразури бійниці призначені для ведення вогню з ручної зброї (лук, рушниця, автомат, пістолет і т. д.). Зазвичай в бійницях немає ніяких додаткових захисних пристроїв, а в амбразурі є.
Бійниця — це отвір в стіні, в броні, для стрільби з ручної зброї — лука, револьвера, пістолета або рушниці, допоміжної зброї. Цим вона відрізняється від амбразури, яка призначена для основної зброї — гармат і кулеметів.